# Liste der Bürgermeister der Stadt Hemer

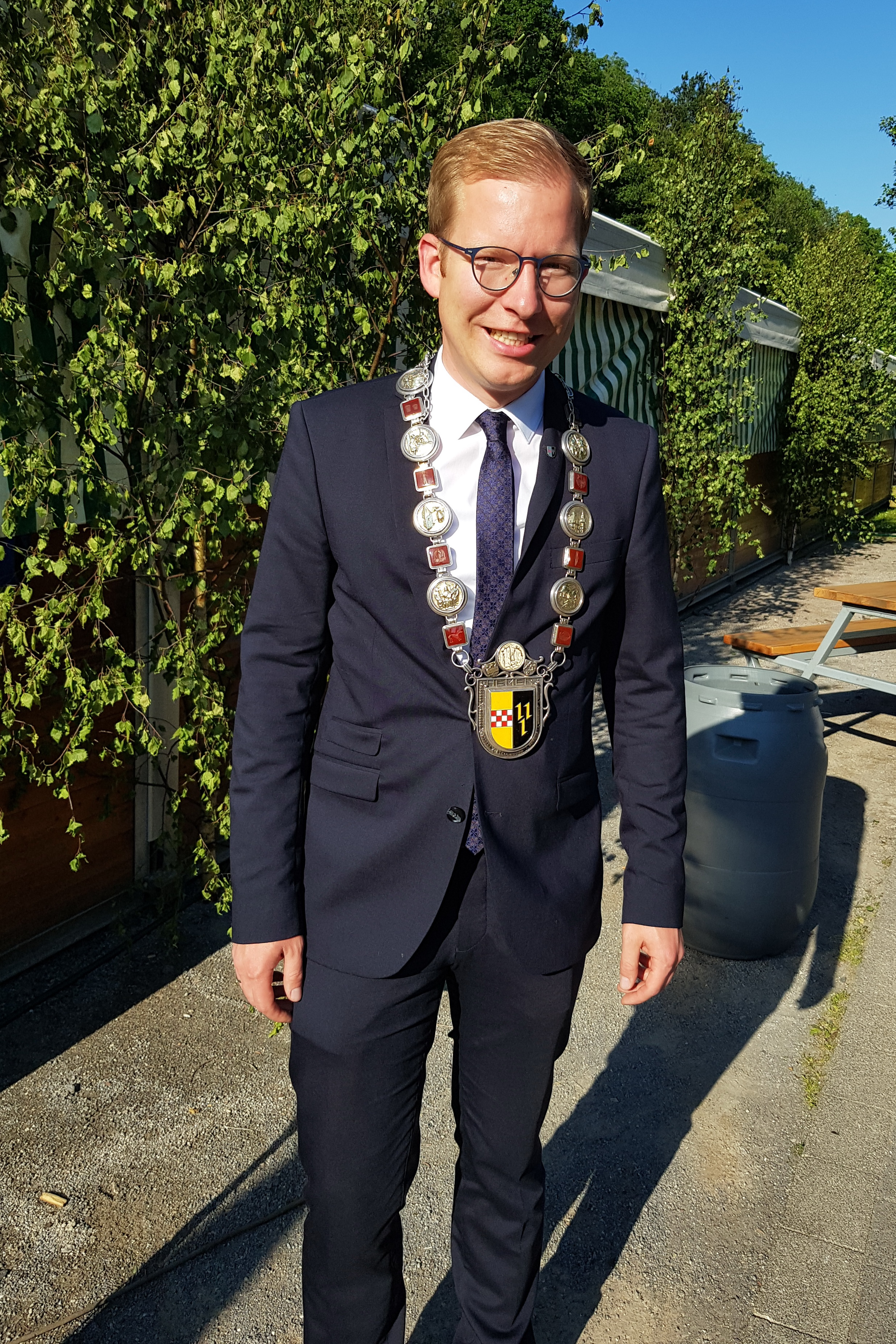
Christian Schweitzer, 2022

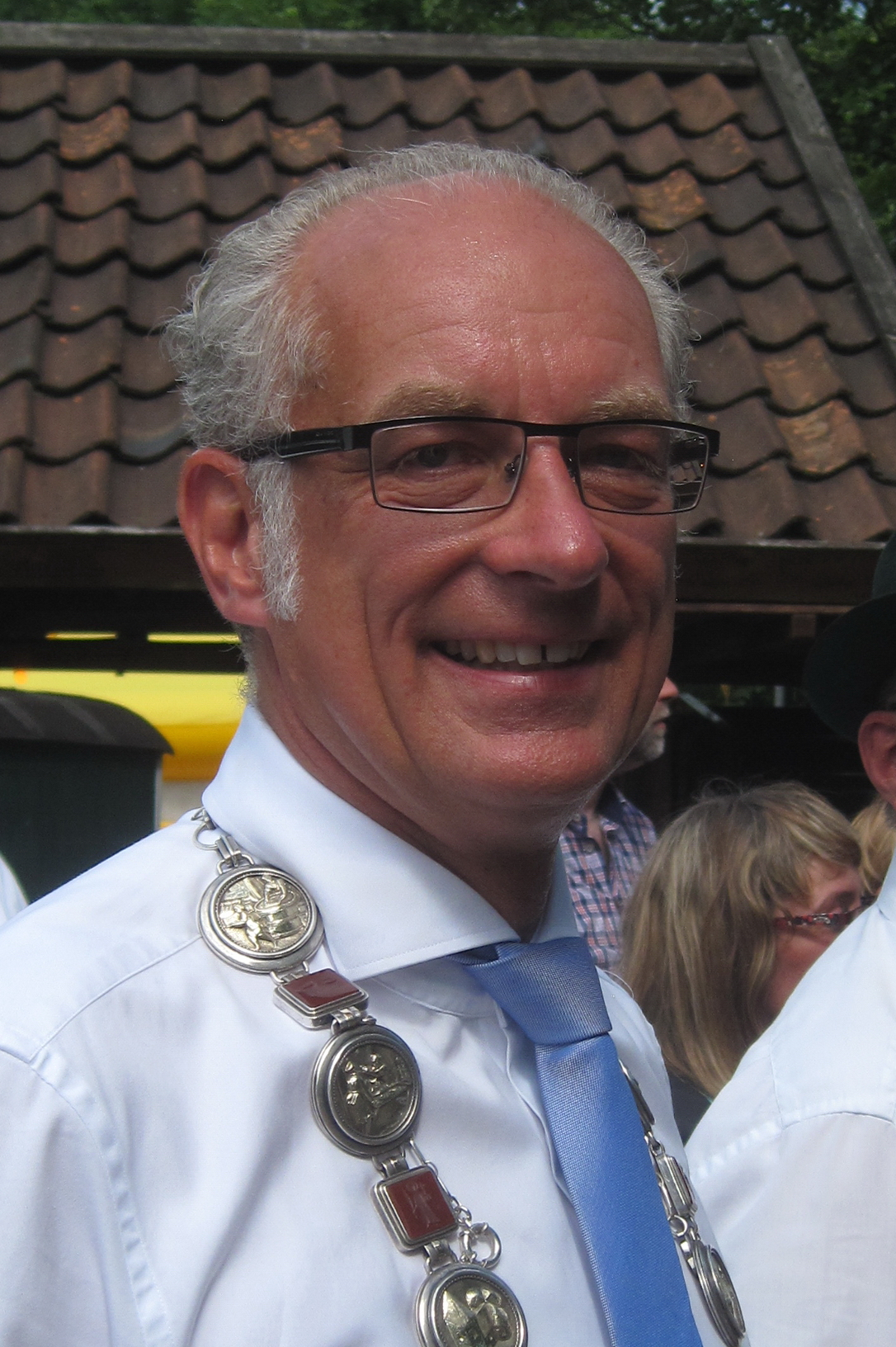
Michael Heilmann

Michael Esken

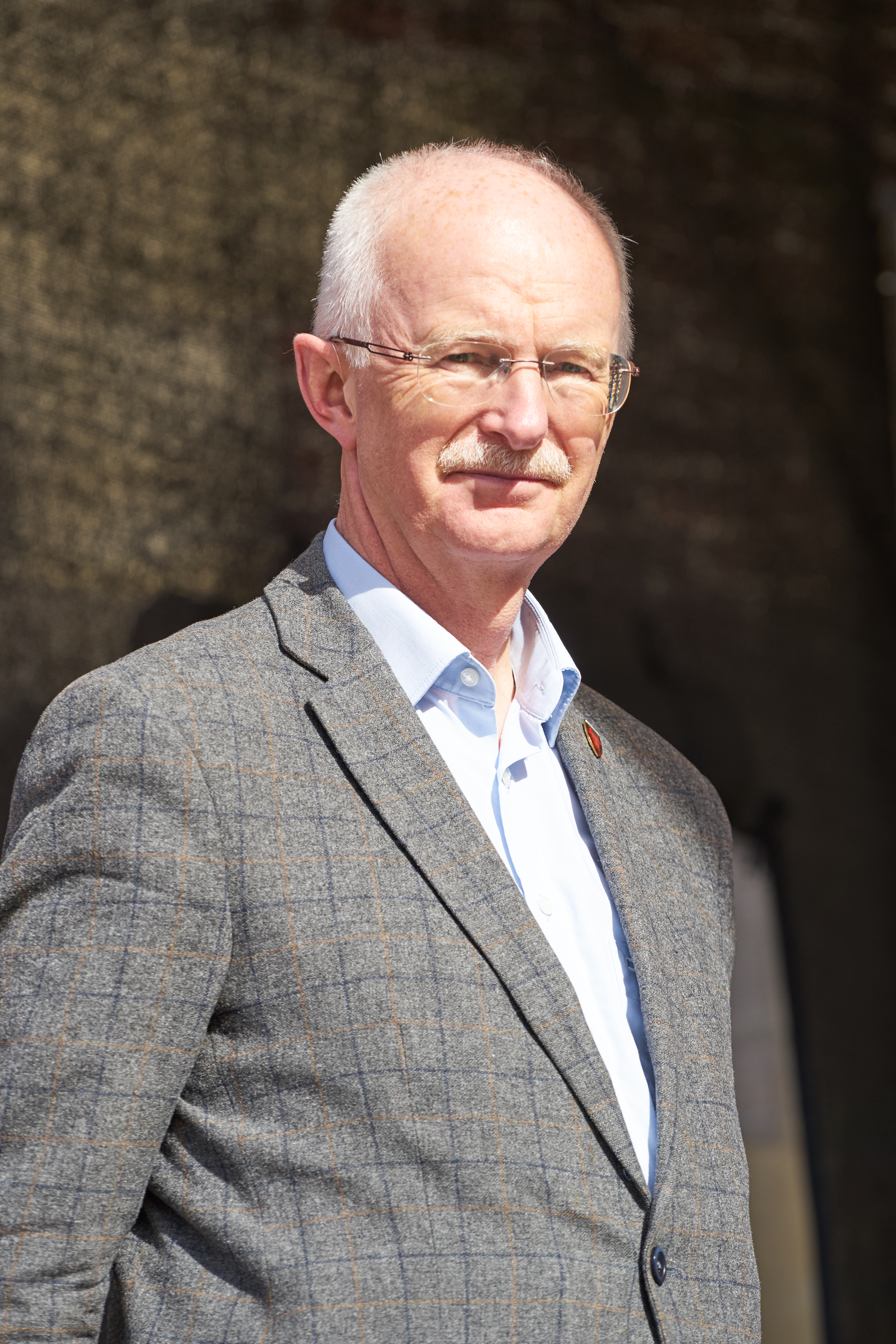
Heinz Öhmann

Die Liste der Bürgermeister der Stadt Hemer führt alle seit 1900 im Amt und seit 1975 in der Stadt Hemer amtierenden Bürgermeister auf, darunter auch die Gemeindevorsteher der amtsangehörigen Gemeinden. Zwischen 1946 und 1994 bildete der Bürgermeister gemeinsam mit dem Stadtdirektor eine kommunale Doppelspitze, seitdem übernimmt er alleinverantwortlich repräsentative Aufgaben und fungiert zudem als Chef der Stadtverwaltung und Vorsitzender des Stadtrats. Nachdem der amtierende Bürgermeister Michael Esken (CDU) zum Bürgermeister der Stadt Verl gewählt worden war, war das Amt vakant. Die Neuwahl fand am 31. Januar 2016 statt, die Stichwahl am 14. Februar.

## Gemeinde Hemer
Hemers Bürgermeister seit der Zusammenlegung von Oberhemer und Niederhemer im Jahr 1910:
- 1910–1912: Hermann Trump
- 1912–1919: Heinrich Grünewald
- 1919–1929: Fritz Clarfeld (DVP/DNVP)
- 1929–1933: Otto Renzig (DVP)
- 1933–1934: Rudolf Löbbecke (NSDAP)
- 1934–1936: Wilhelm Langemann (NSDAP)

Vor 1910 hatten die Gemeinden Ober- und Niederhemer eigene Bürgermeister. In Niederhemer amtierte zwischen 1889 und 1910 Gustav Reinhard, Oberhemers Bürgermeister war bis 1910 Karl Clarfeld.

## Stadt Hemer
Am 30. Januar 1936 wurde der Gemeinde Hemer das Stadtrecht verliehen. Seitdem standen folgende Politiker an der Stadtspitze:
- 1936–1945: Wilhelm Langemann (unabhängig, später NSDAP)

Wilhelm Langemann amtierte während des NS-Regimes als Gemeinde- und Amtsbürgermeister in Personalunion. Er beantragte in einem Schreiben vom September 1935, der bisherigen Großgemeinde das Stadtrecht zu verleihen und wurde so 1936 erster Bürgermeister der neuen Stadt Hemer. Sein Verhältnis zu den Nationalsozialisten bezeichnete der Bürger- und Heimatverein als „distanziert“.
- 1945: Josef Kleffner (Zentrum)

Josef Kleffner wurde von den US-amerikanischen Besatzern zum ersten Hemeraner Bürgermeister nach Kriegsende ernannt. Aufgrund seines Berufs als Lehrer gab er den Posten nach einem knappen halben Jahr wieder ab.
- 1945–1946: Heinz Hoose (SPD)

Heinz Hoose bestimmten ebenfalls die Besatzungstruppen zu Kleffners Nachfolger. Später wurde er Stadtdirektor und damit Chef der Stadtverwaltung.
- 1946–1948: Hermann Arendt (SPD)

Hermann Arendt wurde von der ersten frei gewählten Gemeindeversammlung Hemers zum Bürgermeister gewählt.
- 1948–1949: Rudolf Maiworm (CDU)

Rudolf Maiworm wurde nach den Kommunalwahlen im Oktober 1948 von der neuen Stadtvertretung zum Bürgermeister gewählt.
- 1949–1952: Josef Kleffner (CDU)

Während seiner zweiten Amtszeit als Bürgermeister der Stadt Hemer zog Josef Kleffner parallel im Jahr 1950 in den zweiten nordrhein-westfälischen Landtag ein.
- 1952–1956: Josef Hesse (Zentrum)

Josef Hesse war der letzte Zentrums-Politiker an der Hemeraner Stadtspitze.
- 1956–1961: Karl Bode (FDP)

Karl Bode wurde 1956 als erstes FDP-Mitglied zum Bürgermeister gewählt. Seine Amtszeit wurde von einem Skandal um unrechtmäßig erhaltene, zinslose Landesdarlehen überschattet, mit denen er sein Eigenheim finanzierte. Stadtdirektor Heinz Hoose, der dieses Vergehen öffentlich machte, wurde daraufhin wegen der Veröffentlichung von Interna seines Amtes enthoben. Bode blieb bis zur Wahl eines Nachfolgers im Amt.
- 1961–1969: Fredi Camminadi (SPD)

Fredi Camminadi war während seiner Amtszeit als Hemeraner Bürgermeister zeitgleich auch Mitglied des Kreistags. Vor 1961 und erneut nach 1969 fungierte er einige Jahre lang als stellvertretender Bürgermeister. Camminadi wurde der Titel „Altbürgermeister“ zugesprochen.
- 1969–1974: Hans Meyer (CDU)

Hans Meyer wurde 1969 erstmals zum Bürgermeister gewählt. Schwerpunkt seiner ersten Amtszeit wurde die Diskussion um die kommunale Neuordnung. Er setzte sich letztlich erfolgreich im Verbund mit anderen Hemeraner Politikern für eine Eigenständigkeit der Stadt und gegen eine Vereinigung mit Iserlohn ein. Des Weiteren entstand in dieser Zeit das Hallenbad. Meyer trug den Titel des „Altbürgermeisters“.
- 1975: Werner Beckmann (FDP)

Werner Beckmann wurde nach der kommunalen Neuordnung, durch die die neue Stadt Hemer aus einer Vereinigung Hemers mit den Gemeinden Becke, Deilinghofen, Frönsberg und Ihmert entstand, kommissarisch zum Beauftragten für die Wahrnehmung der Aufgaben des Rates und des Bürgermeisters bestimmt.
- 1975–1987: Hans Meyer (CDU)

In Hans Meyers zweiter Amtszeit lag der lokalpolitische Schwerpunkt auf der Gestaltung der heutigen Innenstadt und auf internationalen Wirtschaftsgesprächen. Des Weiteren begründete die Stadt Hemer in dieser Zeit die Städtepartnerschaften mit Bretten und Obervellach, die Partnerschaften mit Beuvry und Steenwerck übernahm sie von den ehemals selbstständigen Gemeinden. Wegen einer schweren Krise der Stadtsparkasse, die auf ungedeckte Kredite zurückging, musste Meyer 1987 zurücktreten.
- 1987–1994: Klaus Burda (SPD)

Schwerpunkte in Klaus Burdas Zeit als Bürgermeister waren die Sanierung der Sparkasse sowie der Abzug der britischen Armee aus ihrer Kaserne in Deilinghofen. Zusätzlich entstanden währenddessen die Städtefreundschaften mit Schtscholkowo und Doberlug-Kirchhain. In seinen letzten Amtsjahren trat eine Krise in der Stadtverwaltung zu Tage, die zur Entlassung des Stadtdirektors und des ersten Beigeordneten führte.
- 1994–1995: Doris Ebbing (CDU)

Doris Ebbing wurde vom Stadtrat 1994 als erste Frau in Hemer und im Märkischen Kreis zur Bürgermeisterin gewählt. Sie war nach ihrer Amtszeit einige Jahre stellvertretende Bürgermeisterin.
- 1995–2003: Heinz Öhmann (CDU)

Heinz Öhmann wurde 1995 zum ersten hauptamtlichen Bürgermeister Hemers seit Wilhelm Langemann gewählt. Er war damit 1995 einer der ersten Politiker Nordrhein-Westfalens in dieser Position.
- 2003: Doris Ebbing (CDU)

Nach dem Weggang Heinz Öhmanns nach Coesfeld übernahm Doris Ebbing das Amt der ersten Bürgermeisterin ein zweites Mal für wenige Monate, bevor Michael Esken Bürgermeister wurde.
- 2003–2015: Michael Esken (CDU)

Michael Esken hatte in seiner Amtszeit den Abzug der Bundeswehr aus der Blücher-Kaserne und die damit verbundene Konversion, die in Form der Landesgartenschau Hemer 2010 durchgeführt wurde, zu bewältigen.
- 2016–2020: Michael Heilmann (UWG, seit April 2018 parteilos[3])
- seit 1. November 2020: Christian Schweitzer (CDU)

Nach dem Rücktritt Hans Meyers 1987 hatte der Stadtrat Gundolf Hennemann (CDU) zum Bürgermeister gewählt. In Absprache mit dem NRW-Innenministerium wurde die Wahl wegen Formfehler aberkannt, bei der Wiederholung erhielt Klaus Burda die meisten Stimmen.

### Stellvertretende Bürgermeister
In seinen repräsentativen Aufgaben wird der Bürgermeister von ehrenamtlichen Stellvertretern unterstützt. Vize-Bürgermeister waren:
- 1956–1961: Fredi Camminadi
- 1965–1969: Fritz Gerold
- 1979–1984: Fredi Camminadi
- 1984–1989: Fredi Camminadi, Karl-Adolf Hellmann
- 1989–1994: Doris Ebbing, Karl-Adolf Hellmann
- 1995–1999: Doris Ebbing, Klaus Burda, Karl-Adolf Hellmann
- 1999–2004: Doris Ebbing, Karl-Adolf Hellmann († 2003)[5]
- 2004–2009: Renate Saemann, Siegfried Tomczak[6]
- 2009–2014: Hans Schmöle, Bernhard Camminadi[7]
- seit 2014: Wolfgang Römer, Bernhard Camminadi[8]

### Stadtdirektoren
Zwischen 1946 und 1994 hatte der Bürgermeister neben dem Vorsitz im Stadtrat fast ausschließlich repräsentative Aufgaben, während der Stadtdirektor Chef der Verwaltung war. Die Hemeraner Stadtdirektoren waren:
- 1946–1964: Heinz Hoose
  - 1949–1956: vertreten durch Richard Ebeling
  - 1960–1964: vertreten durch Ernst Liene
- 1965–1966: Wolfgang Kreft
- 1966–1990: Dieter Voss
- 1990–1994: Reiner Hermann

### Bürgermeisterkette
Seit 1957 trägt der Hemeraner Bürgermeister zu besonderen Anlässen eine Bürgermeisterkette als Insigne. Die Gestaltung übernahm der damalige Vorsitzende des Bürger- und Heimatvereins Friedhelm Treude gemeinsam mit Goldschmied Lutz Kahlmann, der die Kette auch herstellte. Hauptelement ist das ehemalige Stadtwappen, das von einer Felsenmeer-Darstellung und den Wappen Westfalens und des Kreises Iserlohn gekrönt ist. Nach der kommunalen Neuordnung 1975 wurde das neue Stadtwappen als Tür vor das alte gesetzt. Auf der Innenseite finden sich seitdem die Wappen der ehemaligen amtsangehörigen Gemeinden, des Märkischen Kreises und des Landes Nordrhein-Westfalen. Weitere Kettenglieder zeigen Hemeraner Bauwerke wie die Vituskirche und das Haus Hemer, aber auch ehemals typische Berufe für die Region.

## Amt Hemer
Auch das Amt Hemer hatte eigene Bürgermeister (bis 1918: Amtmänner), die nach dem Zweiten Weltkrieg überwiegend repräsentative Aufgaben übernahmen. Die Stadtdirektoren fungierten gleichzeitig als Amtsdirektoren mit Aufgaben in der Verwaltung.
Hemers Amtsbürgermeister waren
- 1900–1919: Hermann Trump
- 1919–1929: Carl Degen
- 1929–1945: Wilhelm Langemann (unabhängig, später NSDAP)
- 1945: Josef Kleffner
- 1945–1946: Heinz Hoose (SPD)
- 1946: Rudolf Deidert (SPD)
- 1946–1948: Hermann Arendt (SPD)
- 1948–1956: Gustav Teves (CDU)
- 1956–1961: Rudolf Deidert (SPD)
- 1961–1966: Josef Kleffner (CDU)
- 1966–1969: Hans-Ludwig Kremerskothen (CDU)
- 1969–1974: Hermann-Josef Geismann (CDU)

## Amtsangehörige Gemeinden
Die amtsangehörigen Gemeinden Hemers hatten eigene Bürgermeister, deren offizielle Bezeichnung bis 1933 Gemeindevorsteher, dann Gemeindeschulze und ab 1935 Bürgermeister war.
- Lössel gehörte nur bis 1920 zum Amt Hemer, danach zum Amt Oestrich. Seine Gemeindebürgermeister:
  - Gustav Dickhagen (Amtszeit unbekannt)
  - bis 1914: Diedrich Klusmann
  - 1914–1916: Gustav Huthwelker
  - 1917–1919: Wilhelm Wessel
  - 1919–1933: Hermann Lüling
- Brockhausen hatte bis zur Eingemeindung in Deilinghofen 1929 vier Bürgermeister:
  - 1900–1919: Gottfried Feldhoff
  - 1919–1920: Karl Feldhoff
  - 1920–1925: Herbert Bachmann
  - 1925–1929: Friedrich Eppmann
- Calle verließ das Amt mit der Eingemeindung in Iserlohn 1929. Calles Gemeindebürgermeister waren:
  - 1895–1919: Julius Magney jr.
  - 1919–1929: August Bommers
- Landhausen wurde 1929 in Hemer eingemeindet. Zuvor hatte es folgende Bürgermeister:
  - bis 1910: Diedrich Paschedag sen.
  - 1910–1919: Diedrich Paschedag jr.
  - 1919–1924: Heinrich Westerhoff
  - 1924–1929: Diedrich Paschedag jr.
- Sundwig wurde 1929 ebenfalls in Hemer eingemeindet. Bis dahin waren die Gemeindebürgermeister:
  - 1892–1923: Peter Grah
  - 1923–1929: Wilhelm Brökelmann
- Westigs Gemeindebürgermeister bis zur Eingemeindung in Hemer 1929 waren:
  - 1898–1909: Wilhelm Westhelle
  - 1909–1911: Ernst Thomas
  - 1912–1918: Carl Friedrich Westerhoff
  - 1919–1929: Ernst Stenner
  - 1929: nicht besetzt
- Evingsen verließ das Amt 1969, als es ein Ortsteil der Stadt Altena wurde. Evingsens Gemeindebürgermeister waren:
  - bis 1905: August Eichmann
  - 1905–1911: Wilhelm Voswinkel
  - 1912–1939: Otto Kayser (unabhängig, später NSDAP)
  - 1939–1945: Fritz Pleuger (NSDAP)
  - 1946–1947: Emil Bisdorf (CDU)
  - 1947–1952: Wilhelm Hülter (unabhängig)
  - 1952–1961: Walter Renford (FDP)
  - 1961–1968: Wilhelm Hülter (FDP, später Freie Kommunale Wählergemeinschaft)
- Kesberns Gemeindebürgermeister bis zur Eingemeindung in Iserlohn 1975:
  - 1870–1908: Wilhelm Dodt
  - 1909–1921: Hermann Kayser
  - 1922–1934: Diedrich Rotthaus-Wixberg
  - 1934–1946: Wilhelm Sülberg-Tewes (NSDAP)
  - 1946–1956: Diedrich Rotthaus (unabhängig)
  - 1956–1957: Wilhelm Kaiser (UWG)
  - 1957–1974: Paul Spannagel (UWG)

Die übrigen amtsangehörigen Gemeinden bildeten ab 1975 gemeinsam mit dem Stadtzentrum die neue Stadt Hemer. Ihre Gemeindebürgermeister:
| Becke - 1904–1919: Heinrich Heing - 1919–1933: Alexander Kumpfmiller (DVP) - 1933–1934: Carl Vogt (VDP) - 1934–1940: Hans Kumpfmiller (NSDAP) - 1940–1946: nicht besetzt - 1946–1947: Gustav Wiethoff (SPD) - 1947–1948: Wilhelm Werner (SPD) - 1948–1952: Carl Vogt (CDU) - 1952–1954: Hans Müller (CDU) - 1954–1964: Josef Himrich (CDU) - 1964–1974: Hans-Ludwig Kremerskothen (CDU) | Deilinghofen - 1900–1909: Friedrich Platthaus - 1909–1917: Diedrich Teves - 1917–1929: Friedrich Teves - 1929–1933: August Busch (DDP) - 1933–1945: Albert Soennecken (NSDAP) - 1945: Heinrich (Henry) Camminadi (parteilos) - 1946–1952: Alfred Ebberg (SPD) - 1952–1956: Fritz Brettschneider (CDU) - 1956–1960: Dietrich Heer (unabhängig) - 1960–1974: Ernst Loewen (UWG) |
| Frönsberg - 1905–1919: Heinrich Giese - 1920–1924: Friedrich Höppe - 1924–1933: Albert Geck (Wirtschaftspartei) - 1933–1934: August Deppendorf (NSDAP) - 1934–1945: Hans Höppe (NSDAP) - 1946–1948: Albert Geck (unabhängig) - 1948–1970: Ernst Rohländer (CDU) - 1970–1974: Heinrich Giese (UWG)                                                                                       | Ihmert - 1902–1907: Hermann Lötters - 1907–1917: Caspar Diedrich Erdmann - 1917–1919: Heinrich vom Brauke - 1919–1934: Ernst Hagedorn (DDP, später NSDAP) - 1934–1945: Carl Edelhoff (NSDAP) - 1946–1948: Hans-Heinrich vom Brauke (CDU) - 1948–1952: Otto Hülter (CDU) - 1952–1955: Fritz vom Orth (SPD) - 1955–1961: Günther Schweer (FDP) - 1961–1965: Friedrich Ossenberg (FDP) - 1965–1967: Rudolf Machelett (SPD) - 1967–1969: Adolf Hülter (FDP) - 1969–1972: Rudolf Machelett (SPD) - 1972–1974: Egon Stephan (SPD) |